# A Best 2
A Best 2 è una serie di due greatest hits della cantante giapponese Ayumi Hamasaki pubblicati contemporaneamente il 28 febbraio 2007. A Best 2: Black e A Best 2: White sono risultati essere rispettivamente il secondo ed il terzo album più venduti in Giappone nel 2007.

## Tracce

### A Best 2: Black
CD
1. Dearest - 5:33 (Ayumi Hamasaki, D.A.I)
2. Carols - 5:29 (Ayumi Hamasaki, Kinoshita Tomoya)
3. No Way to Say - 4:41 (Ayumi Hamasaki, Bounceback)
4. Hanabi - 4:47 (Ayumi Hamasaki, D.A.I)
5. walking proud - 5:12 (Ayumi Hamasaki, Yukumi Tetsuya, Hikari)
6. Free & Easy - 4:57 (Ayumi Hamasaki, D.A.I)
7. Endless Sorrow - 5:24 (Ayumi Hamasaki)
8. Because of You - 5:19 (Ayumi Hamasaki, Bounceback)
9. About You - 3:56 (Ayumi Hamasaki, Kikuchi Kazuhito)
10. Game - 4:10 (Ayumi Hamasaki, Bounceback)
11. is this Love? - 4:50 (Ayumi Hamasaki, Watanabe Miki)
12. Hanabi: Episode II - 4:53 (Ayumi Hamasaki, D.A.I)
13. Never Ever - (Ayumi Hamasaki)
14. Heaven - 4:18 (Ayumi Hamasaki, Kazuhito Kikuchi, Yuta Nakano+KZB)
15. part of Me - 4:15 (Ayumi Hamasaki, Yukumi Tetsuya)
16. Memorial address - 3:56 (Ayumi Hamasaki, Tetsuya Yukumi, Love Sound Track)

DVD 1
1. Dearest
2. Carols
3. No way to say
4. walking proud
5. Free & Easy
6. Endless sorrow
7. Because of You
8. About You
9. Game
10. is this Love?
11. Hanabi: Episode II
12. Never Ever
13. Heaven
14. part of Me
15. H [TV-CM]

DVD 2
Film documentario su Countdown Live 2006-2007

### A Best 2: White
CD
1. Evolution - 4:41 (Ayumi Hamasaki)
2. Greatful days - 4:41 (Ayumi Hamasaki, Bounceback)
3. independent - 4:54 (Ayumi Hamasaki, D.A.I)
4. Humming 7/4 - 4:25 (Ayumi Hamasaki)
5. Unite! - 4:59 (Ayumi Hamasaki)
6. Real me - 5:24 (Ayumi Hamasaki, D.A.I)
7. My Name's Women - 5:37 (Ayumi Hamasaki, Bounceback)
8. Ourselves - 4:32 (Ayumi Hamasaki, Bounceback, CMJK)
9. Inspire - 4:32 (Ayumi Hamasaki, Tetsuya Yukumi, HΛL)
10. Step You - 4:23 (Ayumi Hamasaki, Kazuhiro Hara, CMJK)
11. July 1st - 4:20 (Ayumi Hamasaki, D.A.I)
12. Fairyland - 5:16 (Ayumi Hamasaki, tasuku, Hal)
13. Voyage - 5:05 (Ayumi Hamasaki, D.A.I)
14. Moments - 5:29 (Ayumi Hamasaki, Tetsuya Yukumi, Hikari)
15. A Song Is Born - 6:18 (Ayumi Hamasaki, Komuro Tetsuya)

DVD 1
1. evolution
2. Greatful days
3. Humming 7/4
4. Unite!
5. Real me
6. My Name's Women
7. Ourselves
8. Inspire
9. Step You
10. fairyland
11. Voyage
12. Moments
13. H [TV-CM]

DVD 2
Best of Countdown Live 2006-2007